# 烏克蘭足球總會
烏克蘭足球總會（羅馬化：Federatsiia Futbolu Ukrainy，縮寫：ФФУ / FFU）是烏克蘭的足球主管團體，總部設於基輔，負責組織各級聯賽（但最高級別是的烏克蘭足球超級聯賽不在管轄範圍內）及烏克蘭國家隊。
1991年3月6日烏克蘭足球總會作為「蘇聯足球總會」（Football Federation of the Soviet Union）轄下分會成立，但實權仍由莫斯科操控。同年烏克蘭脫離蘇聯獨立，12月13日主權獨立的烏克蘭足球總會正式成立。

## 外部連結
- Football Federation of Ukraine（页面存档备份，存于） - official website
- Ukraine （页面存档备份，存于） at FIFA site
- Ukraine （页面存档备份，存于） at UEFA site